# 八面体形分子构型

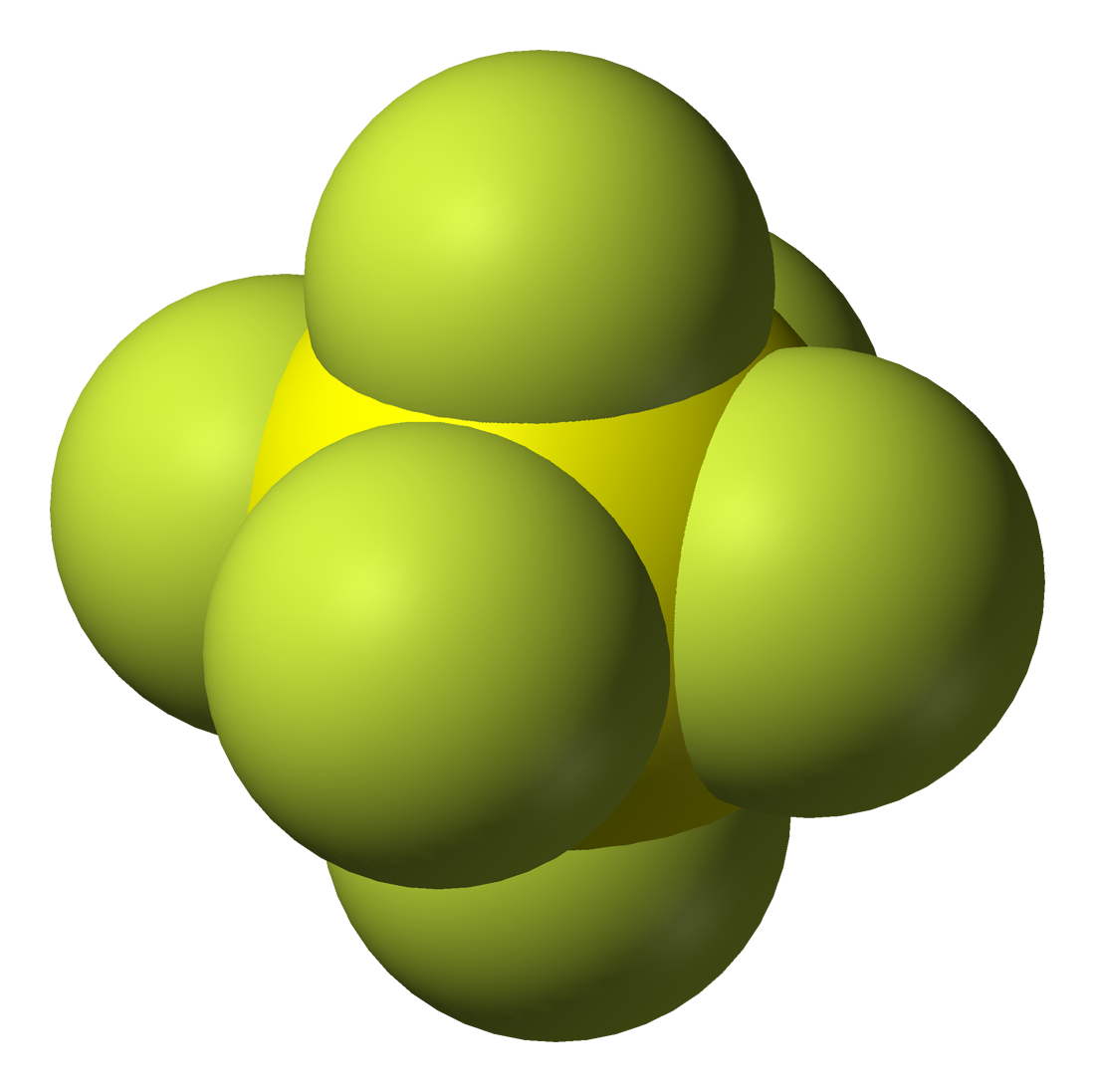
六氟化硫的结构为八面体形分子构型。

化学中，八面体形分子构型指的是一个分子中，中心原子上连有六个基团或配体而形成八面体的分子构型。理想的正八面体形分子属于Oh点群，例如六氟化硫SF6、六羰基钼Mo(CO)6等。使用“八面体”时比较随意，一般不考虑配体本身的形状，如[Co(NH3)6]3+在考虑N-H键时并不属于八面体，但仍称其为八面体型分子。